# 정언양
정언양(1938년 12월 20일 ~ )은 대한민국의 정치인이다. 제6대 시흥시장을 역임했다.

## 역대 선거 결과
|  | 35.37% |

|  | 16.81% |